# Doron Šmu'eli
Doron Šmu'eli (hebrejsky: דורון שמואלי) je izraelský politik a bývalý poslanec Knesetu za alianci Likud-Gešer-Comet a za stranu Likud.

## Biografie
Narodil se 5. října 1954. Vystudoval střední zemědělskou školu a získal bakalářský titul z práva (L.L.B.). Sloužil v izraelské armádě, kde dosáhl hodnosti First Sergeant (Rav Samal). Pracoval jako ředitel. Hovoří hebrejsky a anglicky.

## Politická dráha
Působil jako pokladník vesnice Eli-Ad na Golanských výšinách. V letech 1974–1977 byl členem výboru sdružujícího izraelské osadníky na Golanech. V letech 1977–1984 byl pokladníkem vesnice Ejn Vered. V letech 1984–1992 vlastnil firmu obchodující se zemědělskými zásobami. V letech 1992–1996 působil coby generální tajemník strany Comet. V období let 1996–1998 byl ve vedení organizace obchodující s citrusy a roku 1998 předsedal Asociaci pro oslavy izraelského jubilea.
V izraelském parlamentu zasedl po volbách v roce 1996, v nichž kandidoval za střechovou kandidátní listinu Likud-Gešer-Comet. Mandát ale získal až dodatečně, v listopadu 1998, jako náhradník poté, co dosavadní poslanec Pini Badaš musel na základě nově zavedeného zákazu souběžného členství v Knesetu a zastávání postu starosty rezignovat. Po rozpadu aliance Likud-Gešer-Comet přešel do samostatného klubu strany Likud. V parlamentu se zapojil jako člen do práce výboru pro ekonomické záležitosti, výboru státní kontroly a výboru House Committee.
Ve volbách v roce 1999 kandidoval za Likud, ale nebyl zvolen.